# Veltruby

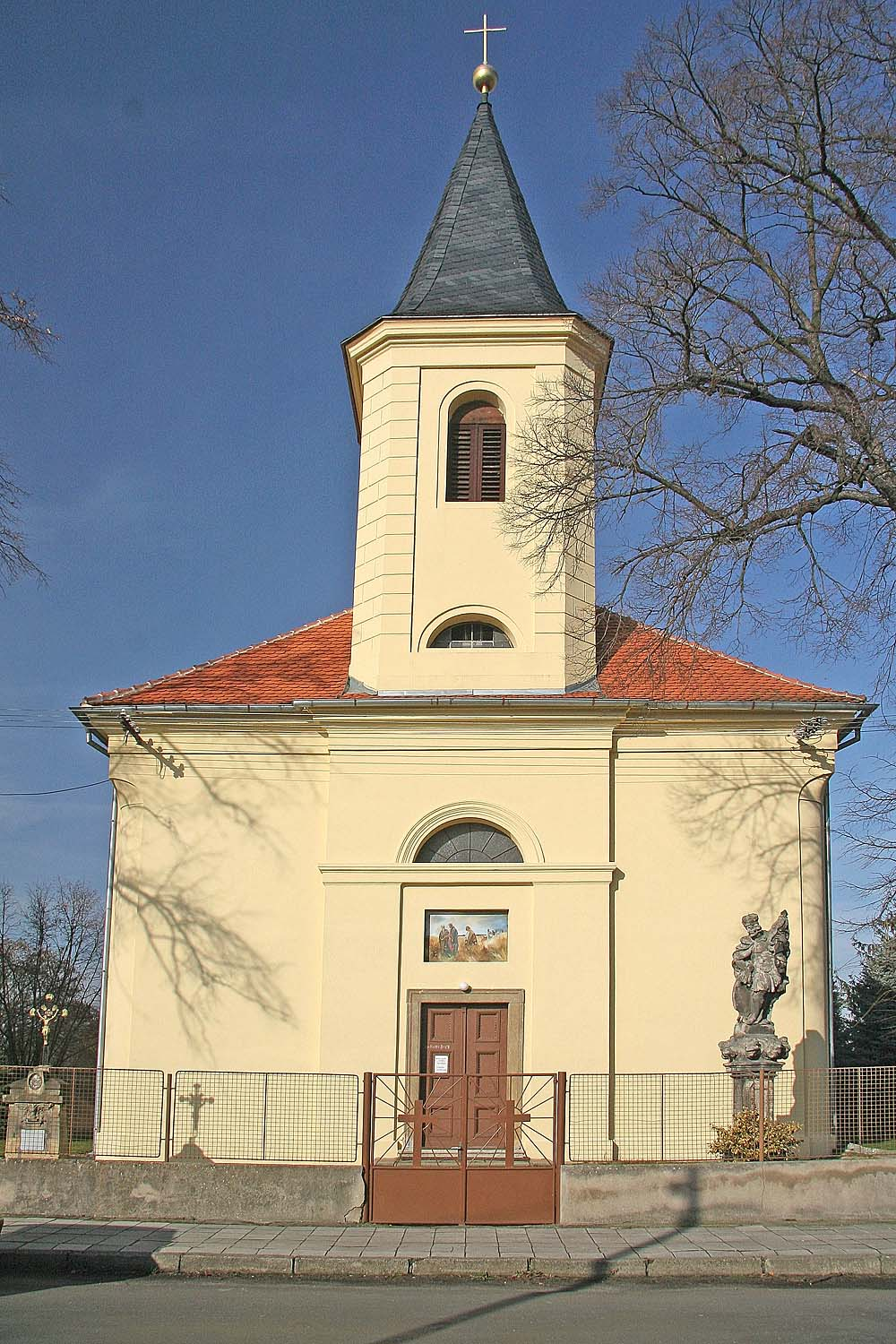
Kirche Mariä Himmelfahrt

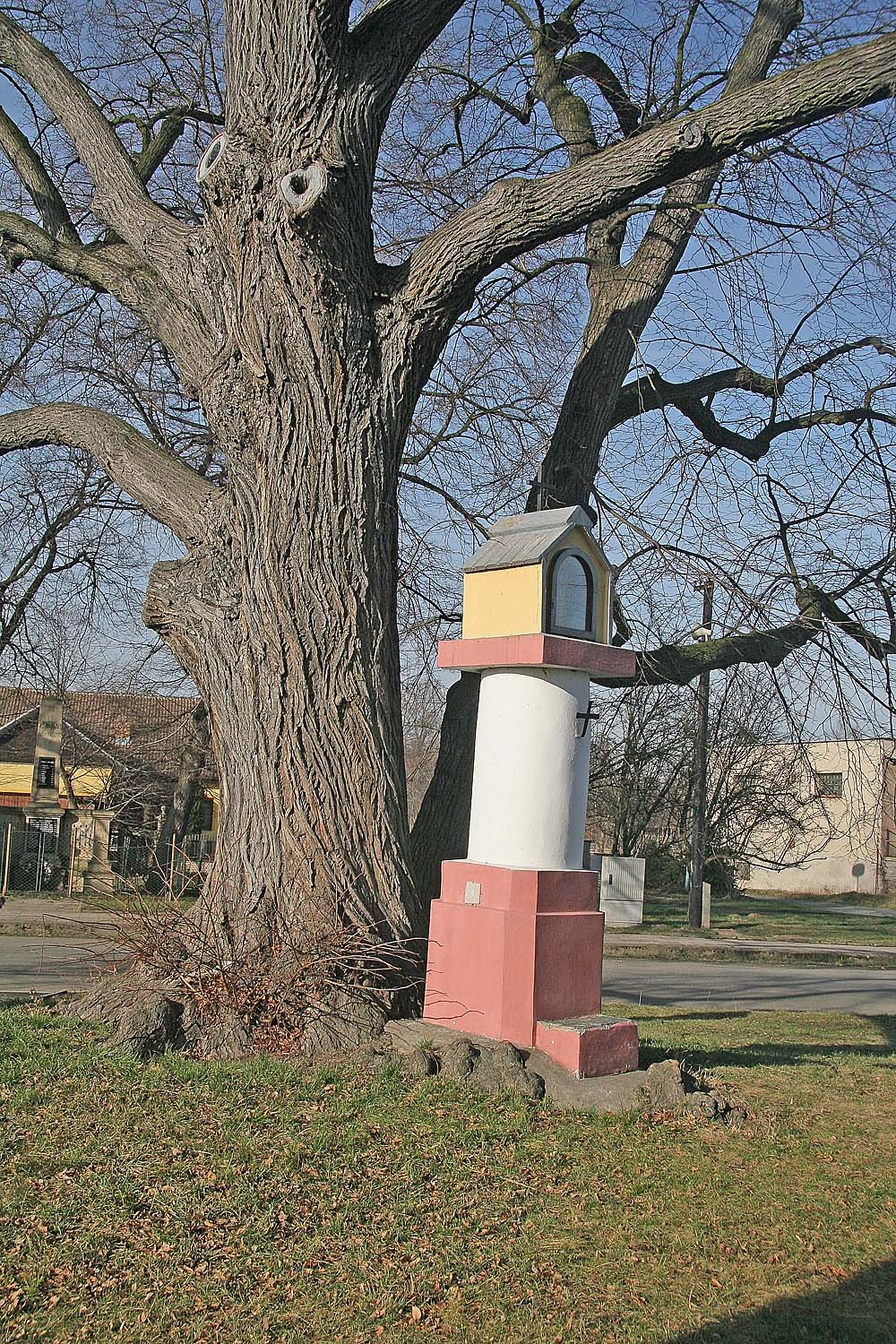
Bildstock der Schmerzhaften Muttergottes und Veltruber Linde

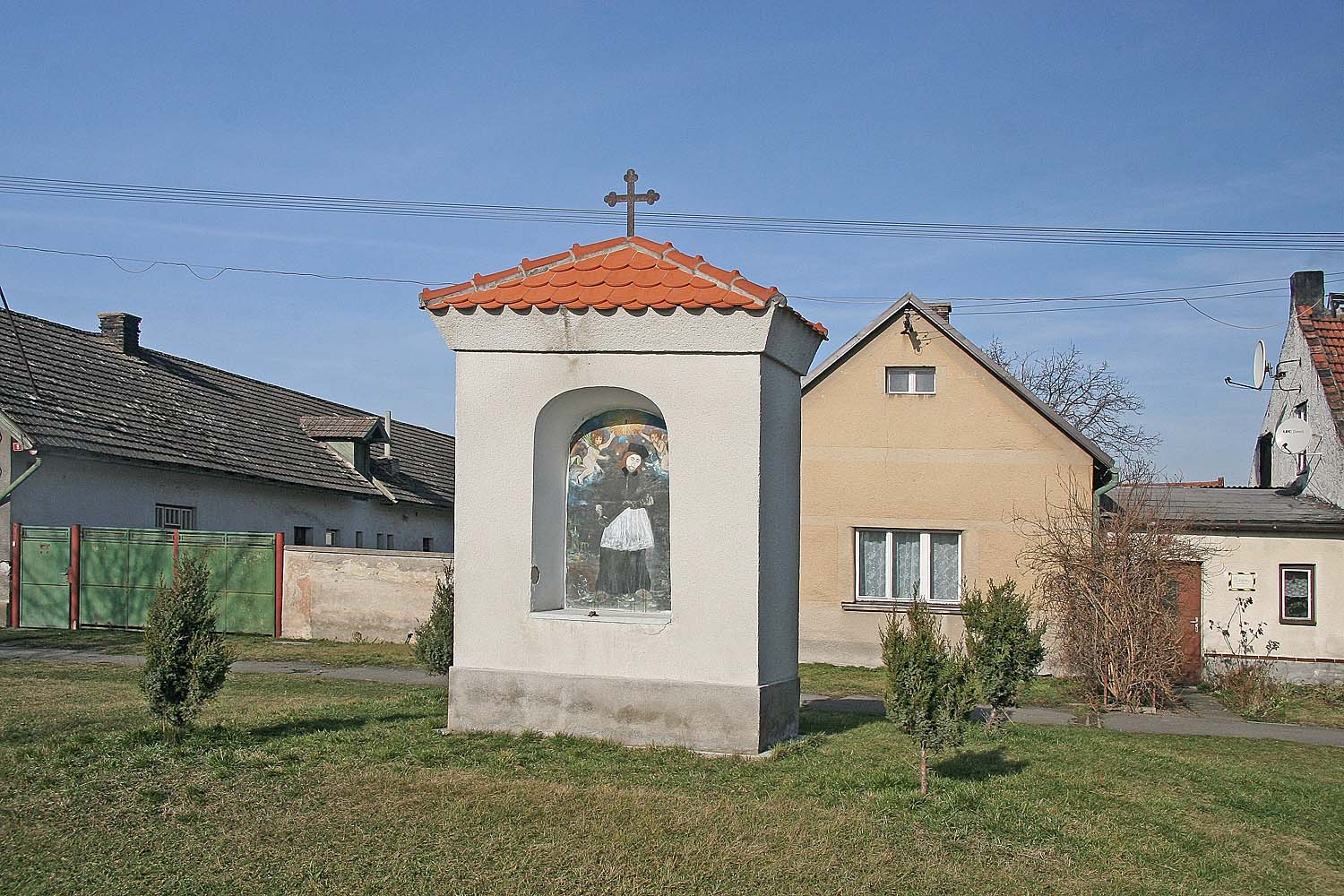
Nischenkapelle des hl. Johannes von Nepomuk

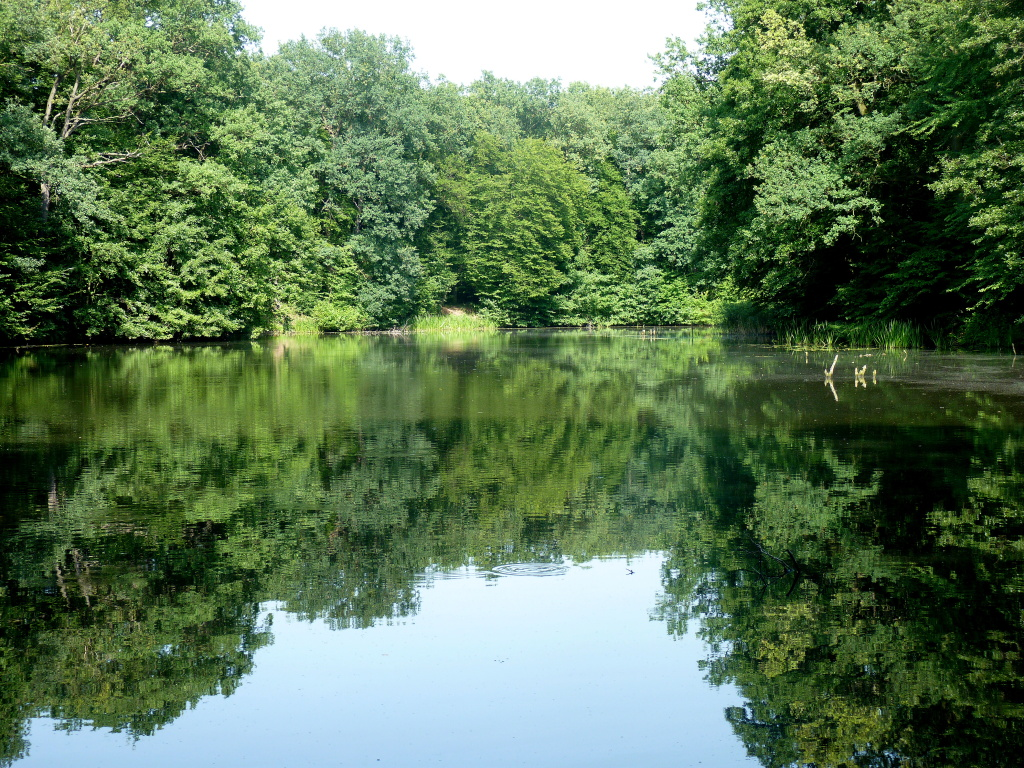
Veltrubský luh

Veltruby (deutsch Weltrub) ist eine Gemeinde in Tschechien. Sie liegt fünf Kilometer nördlich des Stadtzentrums von Kolín und gehört zum Okres Kolín.

## Geographie
Veltruby befindet sich rechtsseitig der Elbe in der Středolabské tabule (Tafelland an der mittleren Elbe). Das Dorf liegt in den Elbauen an einem Altarm des Flusses. Östlich verläuft die Bahnstrecke Znojmo–Nymburk, dahinter erhebt sich die Chotule (206 m n.m.). Im Nordosten wird das Dorf von der Staatsstraße II/125 zwischen Kolín und Libice nad Cidlinou umfahren. Zweieinhalb Kilometer östlich erstreckt sich das Gelände der TPCA. Gegen Westen liegt das Auwaldgebiet Veltrubský luh.
Nachbarorte sind Velký Osek im Norden, Bačov, Karolín, Volárna, Jestřabí Lhota und Němčice im Nordosten, Eleonorov, Býchory und Ovčáry im Osten, Františkov und Sendražice im Südosten, Hradišťko I und Klavary im Süden, Jezeřany, Ohrada und Nová Ves I im Südwesten, Horní Nouzov und Dolní Nouzov im Westen sowie Klipec, Pňov-Předhradí und Oseček im Nordwesten.

## Geschichte
Archäologische Funde belegen eine frühzeitliche Besiedlung der Gegend. Bei Feldarbeiten wurde 1991 im Ortszentrum am alten Elbmäander eine große Anzahl Keramikreste der Latènekultur gefunden, die aus dem 3.–1. Jahrhundert v. Chr. stammen.
Veltruby und Jezeřany wurden vermutlich im 12. Jahrhundert gegründet. Zu dieser Zeit hatte die Elbe noch einen anderen Lauf und mäandrierte 600 m östlich ihres heutigen Flussbettes. Veltruby entstand rechts des Flusses, das Kirchdorf Jezeřany am gegenüberliegenden Ufer.
Die erste schriftliche Erwähnung von Vejtruby erfolgte 1371 als Besitz des Jenek von Vejtrub, der in der Zeit von 1383 bis 1387 auch das Prädikat von Sendražic gebrauchte. Nachfolgender Besitzer war zwischen 1393 und 1406 Markvart Chudý von Vejtrub. Die Zemanen von Vejtrub waren stammesverwandt mit den Herren von Jezeřan und von Sendražic; sie alle führten ein Boot im Wappen. Im 15. Jahrhundert erlosch das Dorf Jezeřany, erhalten blieb nur die Kirche. Das Gut Jezeřany wurde im 16. Jahrhundert dem Gut Veltruby zugeschlagen. Die erste schriftliche Erwähnung der Feste Vejtruby erfolgte 1543 als Sitz des Petr Vejtrubský von Vejtrub; mit dessen Tod erlosch das Geschlecht 1556 im Mannesstamme. Seine Witwe Johanna Veltrubská von Tamfeld vermachte 1570 den gesamten Besitz ihrer Enkeltochter Johanka Dašická von Barchov. Diese war zunächst mit Jaroslav Borsita d. Ä. von Martinic, dann mit Albrecht Leskovec von Lestkov und zuletzt mit Johann Wenzel von Popel von Lobkowitz auf Dux und Oberleutensdorf verheiratet. Als Johanka Dašická von Barchov 1592 verstarb, vererbte sie ihre Güter Veltruby und Běrunice ihren Kindern aus den ersten beiden Ehen. 1607 verkaufte ihr Sohn Jaroslav Borsita von Martinic zusammen mit seiner Schwester Isolde und deren Mann Friedrich von Donin beide Güter an Adam d. J. von Waldstein auf Komorní Hrádek und Dymokury. Waldstein schloss beide Güter an die Herrschaft Dymokury an, die er 1614 an Albrecht Jan Smiřický von Smiřice verkaufte. Nach dessen Tod 1618 erbte seine Schwester Margareta (Markéta), verheiratete Slawata, Dymokury, verlor die Herrschaft jedoch nach der Schlacht am Weißen Berg, da alle Smiřický-Besitzungen vom Kaiser konfisziert wurden. 1620 erwarb Albrecht Wallenstein die Besitzungen, verkaufte sie jedoch schon ein Jahr später an Johann Eusebius Khuen von Belasi, dem 1625 seine Tochter Franziska Pálffy von Plassenstein folgte. Von ihr erwarb es Generalfeldmarschall Wilhelm Lamboy von Cortesheim. Dessen Sohn Johann de Lamboy trennte das Gut Veltruby 1666 von der Herrschaft Dymokury ab und veräußerte es an Adam Jaroslav Schofmann von Hemrles auf Konárovice. Im Jahre 1676 kaufte Wenzel Georg Holický von Sternberg das Gut Veltruby und verband es mit seinem Gut Radovesnice. Er ließ die Sümpfe trockenlegen und das Dorf Jezeřany wieder besiedeln, außerdem erneuerte er die Brauerei und die Weinbrennerei. Jezeřany wurde seit dieser Zeit als Teil von Veltruby betrachtet. In der Mitte des 18. Jahrhunderts besaß Marie Maximiliane von Schaffgotsch die Güter Radovesnice mit Veltruby; sie verkaufte sie 1759 für 91.000 Gulden an den Prager Oberstburggrafen Philipp Krakovský von Kolowrat. Dessen Sohn Leopold Wilhelm veräußerte Radovesnice mit Veltruby 1795 an Johann Wenzel von Rummerskirch, der die Güter 1805 an Franz Xaver von Astfeld verkaufte. Zwei Jahre später erwarb Johann Nepomuk Schmidtgräbner von Lustenegg die Güter; nachfolgender Besitzer war ab 1816 Karl Graf von Rey, er verkaufte Radovesnice mit Veltruby am 8. April 1821 für 260.000 Gulden an Jakob Alexander von Pourtalès-Gorgier. 1841 ließ der Kirchherr, Albert Steiger von Münsingen die alte Kirche Mariä Heimsuchung in Jezeřany abbrechen.
Im Jahre 1843 umfasste das im Kauřimer Kreis gelegene landtäflige Gut Radowesnitz samt Weltrub eine Nutzfläche von ca. 1591 Joch, davon entfielen ca. 876 Joch auf das Gut Weltrub. Die zum Gut Weltrub gehörigen Waldstrecken Přerow und Mogupka hatten eine Fläche von 200 Joch. Das an einem kleinen Nebenarm der Elbe gelegene Dorf Weltrub bzw. Weltruby bestand aus 101 Häusern, in denen 825 Personen, darunter vier protestantische (A.B.) und eine jüdische Familie lebten. Die Bevölkerung war tschechischsprachig, Haupterwerbsquelle bildete die Landwirtschaft. Unter herrschaftlichem Patronat standen die Lokalkirche Mariä Heimsuchung, die Lokalie und die Schule. Außerdem gab es im Ort einen obrigkeitlichen Meierhof mit Schäferei, ein dominikales Bräuhaus, ein dominikales Branntweinhaus, ein dominikales Försterhaus und ein Wirtshaus. Bei Weltrub wurde ein Kalksteinbruch betrieben. Weltrub war Pfarrort für Groß-Wosek und Hradischko; der Amtsort war Radowesnitz. Zwischen 1843 und 1846 wurde auf halbem Wege zwischen Jezeřany und Weltrub die neue, Mariä Himmelfahrt geweihte, Kirche errichtet. Bis zur Mitte des 19. Jahrhunderts blieb Weltrub dem Gut Radowesnitz samt Weltrub untertänig.
Nach der Aufhebung der Patrimonialherrschaften bildete Veltruby ab 1849 mit dem Ortsteil V Domkách eine Gemeinde im Gerichtsbezirk Kolin. Ab 1868 gehörte das Dorf zum Bezirk Kolin. 1869 hatte Veltruby 704 Einwohner und bestand aus 106 Häusern. Zwischen 1869 wurde östlich von Veltruby die Österreichische Nordwestbahn angelegt. In der zweiten Hälfte des 19. Jahrhunderts erfolgte eine Vergrößerung des Dorfes; um die Kirche wurde eine neue Siedlung angelegt, ebenso erfolgte eine Bebauung entlang der Straße zum Bahnhof. Im Jahre 1900 lebten in Veltruby 1009 Menschen, 1910 waren es 1090. 1930 hatte Veltruby 1047 Einwohner und bestand aus 225 Häusern. 1961 erfolgte die Eingemeindung von Hradišťko I. Am 1. Juli 1968 wurde Hradišťko I wieder eigenständig und am 1. Januar 1980 erneut eingemeindet. Beim Zensus von 2001 lebten in den 450 Häusern der Gemeinde 1242 Personen, davon entfielen 917 auf den Ortsteil Veltruby (329 Häuser) und 325 auf Hradišťko I (121 Häuser). Seit 2009 führt die Gemeinde ein Wappen und Banner.

## Gemeindegliederung
Die Gemeinde Veltruby besteht aus den Ortsteilen Hradišťko I (Hradischko) und Veltruby (Weltrub), die zugleich auch Katastralbezirke bilden. Zu Veltruby gehört zudem die Ortslage Jezeřany bzw. Zájezeří.

## Sehenswürdigkeiten
- Kirche Mariä Himmelfahrt, der spätklassizistische Bau entstand 1843 und wurde 1846 durch den erzbischöflichen Vikar Josef Balatý geweiht.[7]
- Ehemaliges Pfarrhaus, erbaut 1897–1898 nach Plänen des Kolíner Baumeisters Jan Sklenář. Im Jahre 2014 erfolgte der Umbau zu einem Wohnhaus, wobei die Außenhaut umgestaltet und Schmuckelemente entfernt wurden.[8]
- Bildstock der Schmerzhaften Muttergottes, errichtet 1803. Im Jahre 1837 wurde er umgefahren und 1838 wieder aufgebaut und neu geweiht. Er steht auf einem abgesetzten Sockel auf einer Straßensäule. In den 1990er Jahren erfolgte eine nicht fachgerechte Reparatur.
- Nischenkapelle des hl. Johannes von Nepomuk, auf dem Dorfplatz, errichtet zu Beginn des 19. Jahrhunderts.[9]
- Nischenkapelle des hl. Adalbert, am Ortsausgang nach Kolín, errichtet Ende des 18. Jahrhunderts.[10]
- Barocke Statue des hl. Wenzel, die in den 1740er Jahren geschaffene Sandsteinfigur befand sich ursprünglich am Friedhof von Jezeřany. Anlässlich des 1000. Todestages des hl. Wenzel wurde sie 1928 an ihren heutigen Standort vor der Kirche umgesetzt.[11]
- Gedenkstein für die Gefallenen beider Weltkriege, im Ortszentrum, enthüllt in den 1920er Jahren und nach 1945 ergänzt.[12]
- Barocker Speicher des Meierhofes Veltruby, erbaut im 18. Jahrhundert
- Glockenbaum der hussitischen Kirche im Ortszentrum, errichtet 1937. Er besteht aus zwei überdachten Betonsäulen.[13]
- Naturreservat Veltrubský luh, das Auwaldgebiet an der Elbe mit zahlreichen abgeworfenen Flussarmen, ist seit 1985 auf einer Fläche von 98 ha unter Schutz gestellt.[14]
- Naturreservat Tonice-Bezedná
- Naturlehrpfad Vodníka Jezeráčka, er führt um den Teich der alten Elbe im Ortszentrum
- Veltruber Linde (Veltrubská lípa), die um 1700 gepflanzte 16 m hohe Winterlinde hat einen Stammumfang von 3,67 m.[15]
- Slawische Burgstätte Svatovík bei Hradišťko I.